# Muzyczna Owczarnia

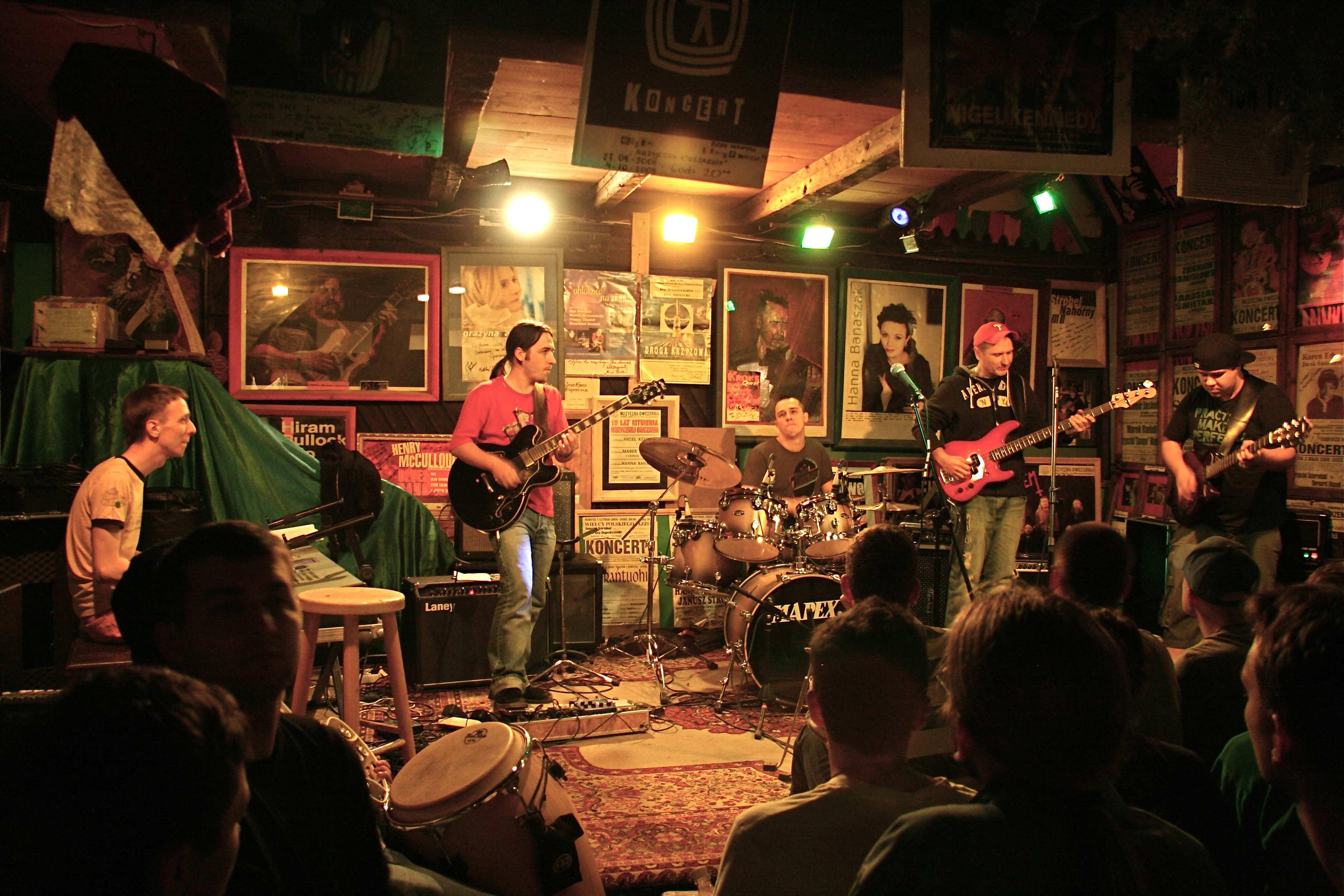
Muzyczna Owczarnia – scena

Muzyczna Owczarnia – klub muzyczny oraz stowarzyszenie w Jaworkach koło Szczawnicy.

## Stowarzyszenie
Projekt narodził się w 1997, kiedy Wieńczysław Kołodziejski zakupił starą owczarnię z polan pasterskich i przeniósł ją na swoją parcelę. Po adaptacji i modernizacji Muzyczna Owczarnia rozpoczęła działalność jako szczególne miejsce pracy twórczej. 12 nieodpłatnych miejsc noclegowych dla artystów, sala klubowo-koncertowa na 90 osób oraz sala spełniająca rolę małej galerii plastycznej. Inauguracja odbyła się 24 stycznia 1999 roku, na koncercie wystąpił m.in. Tomasz Szwed oraz Marek Raduli. W roku 2001 obok Owczarni został postawiony wiatrak koźlak, współwłasność Marka Raduli.
Prezesem Honorowym Komitetu Założycielskiego Stowarzyszenia „Muzyczna Owczarnia” jest Nigel Kennedy, a wśród członków Komitetu znajdują się m.in. Hanna Banaszak, Janusz Muniak, Janusz Strobel, Marek Raduli, Krzysztof Ścierański, Krzysztof Cugowski, Kuba Badach oraz prof. dr hab. Marek Waldenberg. Stowarzyszenie Muzyczna Owczarnia jest również organizacją pożytku publicznego. W statucie Stowarzyszenia na pierwszym miejscu postawiona jest działalność edukacyjna, którą członkowie Stowarzyszenia rozumieją dwojako – jako edukację słuchaczy poprzez proponowanie im muzyki na najwyższym poziomie oraz jako bezpośrednią edukację. Obecnie w Muzycznej Owczarni organizowane są zatem koncerty, plenery malarskie i malarsko-rzeźbiarskie oraz warsztaty muzyczne.
Istnienie Owczarni oraz piękno samych Jaworek sprawiły, że dzisiaj wielu wybitnych muzyków ma tu mieszkania lub działki, m.in.: Nigel Kennedy, Jarosław Śmietana, Marek Raduli, Marek Bałata, Nippy Noya, Kuba Badach, Krzysztof Zawadzki, Jacek Polak, Jan Pilch, Bernard Maseli.

## Warsztaty muzyczne

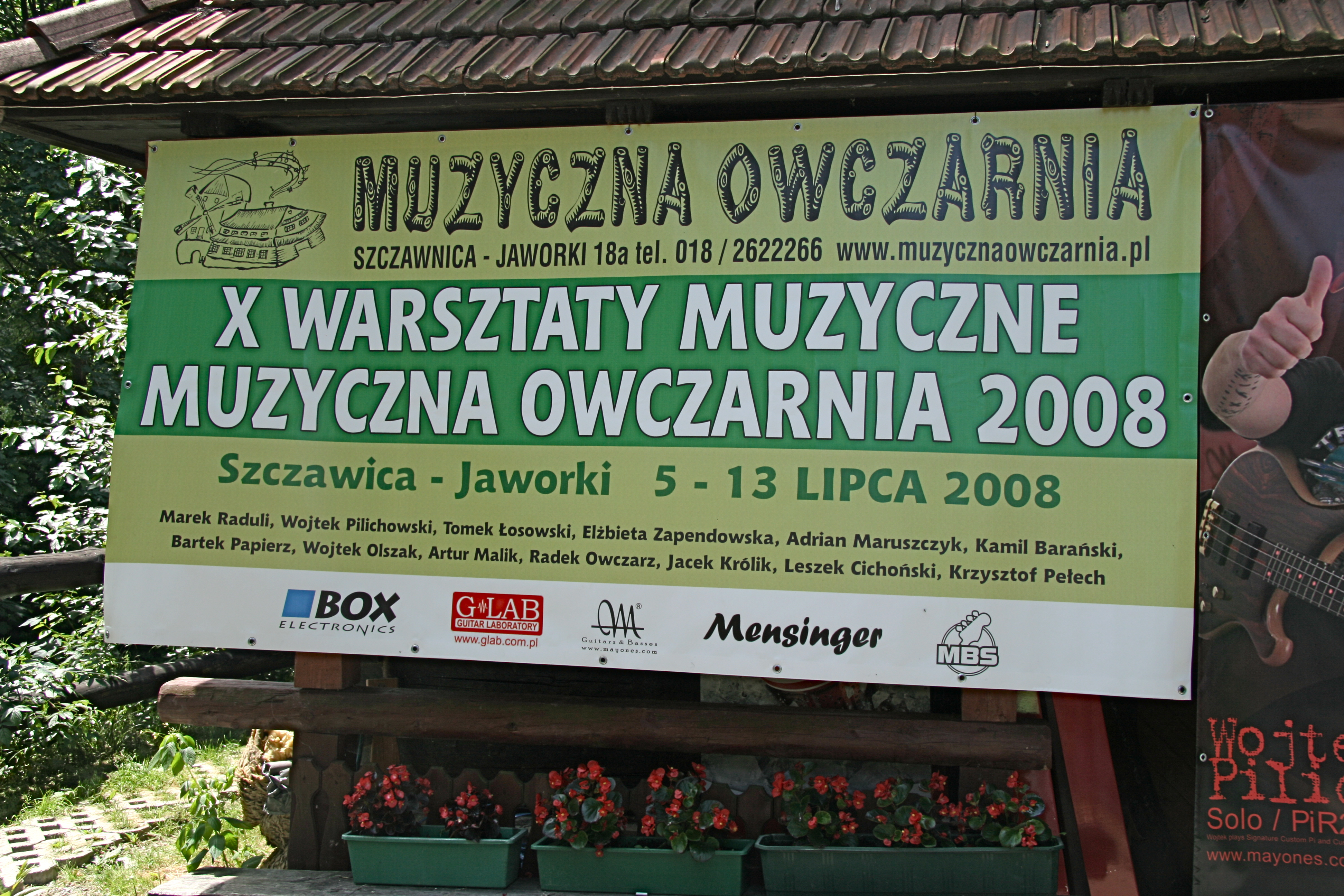
Plakat X Warsztatów Muzycznych przed wejściem do Muzycznej Owczarni

Od 2004 roku w Muzycznej Owczarni organizowane są Międzynarodowe warsztaty muzyczne z zespołem ΠR2. Zajęcia odbywają się w klasach gitary, gitary basowej, perkusji, instrumentów klawiszowych oraz wokalu, a wykładają tacy muzycy i pedagodzy jak m.in. Marek Raduli, Wojtek Pilichowski, Tomasz Łosowski, Elżbieta Zapendowska, Kamil Barański, Wojtek Olszak, Artur Malik, Radek Owczarz, Bartek Papierz, Adrian Maruszczyk, Jacek Królik, Marek Napiórkowski, Leszek Cichoński, Mieczysław Jurecki, Michał Grott, Łukasz Kowalski, Krzysztof Wałecki, Daniele Chiantese, Tomasz Świerk, Rafał Panek czy Tomasz „Żaba” Mądzielewski.

## Koncerty
Od 2004 roku w Muzycznej Owczarni odbywa się ponad 100 koncertów rocznie. W Owczarni występowali tacy artyści jak m.in.: Acid Drinkers, Bracia, Carrantuohill, Oddział Zamknięty, Dżem, Wanda i Banda, Lombard, Kasia Kowalska, TSA, IRA, Coma, Czesław Śpiewa, Grzegorz Turnau, Kroke, Mafia, Nocna Zmiana Bluesa, Nigel Kennedy, Marek Raduli, Pilichowski Band, Leszek Cichoński, Jacek Królik, Jarosław Śmietana, Globetrotters, Krzysztof Ścierański, Hanna Banaszak, Grażyna Auguścik, Andrzej Poniedzielski, Jorgos Skolias, Mikromusic, Grzegorz Kapołka, Janusz Strobel, Janusz Muniak, Włodzimierz Nahorny, Zbigniew Namysłowski, Jan Ptaszyn Wróblewski, Sławomir Jaskułke, Martyna Jakubowicz, Marek Bałata. Przy okazji koncertów zostało zarejestrowanych kilka płyt, jak m.in. Marek Raduli SQUAD 2003 live in Jaworki, Carrantuohill – Session – Natural Irish & Jazz (album otrzymał nagrodę Fryderyk w kategorii album roku etno/folk) czy 4szmery – No Sheep Till... Muzyczna Owczarnia.
W Muzycznej Owczarni swoje 50 urodziny obchodził Nigel Kennedy, a 25-lecie twórczości świętował Marek Raduli. Wojtek Pilichowski powiedział kiedyś: Nie zagrać w Muzycznej Owczarni to obciach.